# Hortipes marginatus
Hortipes marginatus là một loài nhện trong họ Corinnidae.
Loài này thuộc chi Hortipes. Hortipes marginatus được miêu tả năm 1998 bởi Ledoux & Emerit.